# Tabela periódica para nanomateriais
A tabela periódica para nanomateriais é uma abordagem desenvolvida por Daniel Packwood e Taro Hitosugi que envolve a conexão das propriedades químicas das moléculas com as nanoestruturas que se formam como resultado de sua interação.  Essa tabela periódica, que seria criada para cada tipo de simetria, seria quadridimensional, porque as moléculas seriam organizadas de acordo com quatro parâmetros: grupos e períodos (com base em seus elétrons de “valência”, semelhantes à tabela periódica normal), espécies (com base nos elementos constituintes) e famílias (com base no número de átomos). Os pesquisadores acreditam que a tabela periódica proposta será uma contribuição significativa para a descoberta de novos materiais funcionais.